# Gérson Magrão
Gérson Alencar de Lima Júnior, mais conhecido como Gérson Magrão (Diadema, 13 de junho de 1985) é um futebolista brasileiro que atua como meia-campista ou lateral esquerdo. Atualmente defende o Ipatinga.

## Carreira
Cria das categorias de base do Cruzeiro, em 2004, Gérson Magrão foi envolvido na negociação que levou o centroavante Fred para a Toca da Raposa e se transferiu para o Feyenoord, da Holanda. 
Desconhecido no futebol brasileiro, em 2007, acertou com Flamengo, após ter tido poucas chances no Feyenoord. Na Gávea, teve poucas oportunidades e, ainda em 2007, acabou sendo emprestado ao Ipatinga. 
No time do Vale do Aço, foi destaque na campanha do vice-campeonato da Série B, levando o Ipatinga a elite do futebol brasileiro. Anotou 7 gols ao longo da competição.
As boas atuações acabou rendendo-lhe a transferência para o Cruzeiro, em meados de 2008. No Cruzeiro após más atuações como meio-campista, passou a atuar como lateral-esquerdo.
Em 2009, foi titular na equipe vice-campeã da Copa Libertadores da América. Após a competição, fechou contrato com o Dinamo de Kiev, da Ucrânia. Os ucranianos pagaram 2,2 milhões de euros (cerca de R$ 5,8 milhões) pelos direitos econômicos do atleta. O Cruzeiro teve direito a 10% do valor, ou seja, 220 mil euros (R$ 580 mil). Em um ano e meio na Toca, o meia disputou 54 jogos, marcou cinco gols.
Em 2012, depois de problemas salariais, e ter perdido espaço e sido encostado pelo técnico recém-contratado Yuri Syomin, o jogador acionou a FIFA para conseguir o desvinculamento com o clube ucraniano. No dia 14 de março o atleta conseguiu se desvincular do time, e fechou contrato por empréstimo com o Santos, usando o Primavera de Indaiatuba como clube titular. A escolha do Primavera como proprietário de seus direitos profissionais foi feita devido o jogador ter uma ligação afetiva com o clube, já que seu pai atuou no clube.
Em julho de 2013, chegou ao Sporting de Portugal, onde chegou a ter sua multa rescisória estabelecida em 30 milhões de euros.
Em maio de 2015, acertou com o CRB. Sendo um dos destaques do alvirrubro na campanha da Série B. Em vinte partidas disputadas, o jogador marcou duas vezes e foi uma das principais peças da equipe, líder em assistências e sendo referência no setor de meio-campo.
Em 2016, acertou contrato de empréstimo com o XV de Piracicaba para a disputa do Campeonato Paulista. Após o termino do Paulistão, retornou ao CRB para disputa da Série B.
Em dezembro de 2016, foi confirmado como novo reforço do América-MG para a temporada de 2017.
Em 2020, atuou pelo Vitória.
Em agosto de 2021, chegou ao Ituano. Foi peça fundamental na conquista da Série C daquele ano (e no consequente acesso à Série B), tendo sido o camisa 10 rubro-negro na conquista. Em 12 jogos na competição, o meia marcou quatro gols e também foi importante com assistências.
Em 2022, perdeu o status de titular absoluto e participou de 39 jogos entre Campeonato Paulista e Série B, marcou três gols e distribuiu quatro assistências. Deixou o clube no final da temporada.
Em 2023, atuou pelo Santo André no Paulistão.

## Títulos
Flamengo
- Taça Guanabara: 2007
- Campeonato Carioca: 2007

Cruzeiro
- Campeonato Mineiro: 2009

Dínamo de Kiev
- Supercopa da Ucrânia: 2011

Santos
- Recopa Sul-Americana: 2012

América MG
- Campeonato Brasileiro - Série B: 2017

Seleção Brasileira
- Copa Sendai: 2003